# Acantharctia
Acantharctia é um género de traça pertencente à família Arctiidae.

## Espécies
- Acantharctia ansorgei Rothschild, 1910
- Acantharctia atriramosa Hampson, 1907
- Acantharctia bivittata (Butler, 1898)
- Acantharctia flavicosta (Hampson, 1900)
- Acantharctia latifasciata Hampson, 1909
- Acantharctia latifusca (Hampson, 1907)
- Acantharctia metaleuca Hampson, 1901
- Acantharctia mundata (Walker, [1865])
- Acantharctia nigrivena Rothschild, 1935
- Acantharctia nivea Aurivillius, 1899 [1900]
- Acantharctia tenuifasciata Hampson, 1910
- Acantharctia vittata Aurivillius, 1899 [1900]